# Fritz Goehrke
Friedrich „Fritz“ Goehrke (* 17. März 1869 in Inowrazlaw, Provinz Posen; † 17. März 1946) war ein deutscher Polizeibeamter.

## Leben
Goehrke trat etwa 1887 in den Polizeidienst ein, in dem er über die mittlere Beamtenlaufbahn aufstieg. Seit 1920 war er in der Abteilung IA (Politische Polizei) des Berliner Polizeipräsidiums tätig. In den Jahren 1922 bis 1931 war er Leiter des Fremdenamtes im Polizeipräsidium und seit 1924 zusätzlich Stellvertreter von Ernst Wündisch als Leiter der Abteilung I A.
Am 23. Januar 1931 wurde Goehrke als Regierungsdirektor zum Leiter der Abteilung IA ernannt. Graf zufolge erfolgte die Ernennung Goehrkes, der der Deutschen Demokratischen Partei (DDP) angehörte, zum Zweck der schärfsten Bekämpfung des Rechts- und Linksextremismus, die er in „strenger, objektiver und rechtsstaatlicher“ Weise durchgeführt haben soll. In dieser Eigenschaft war Goehrke maßgeblich an der Bekämpfung der zu dieser Zeit verstärkt durch Straßenschlachten und andere Ausschreitungen hervortretenden Nationalsozialisten beteiligt.
Anlässlich der gewaltsamen Absetzung der Preußischen Staatsregierung durch die Reichsregierung im Zuge des sogenannten Preußenschlages wurde Goehrke im Juli 1932 durch den deutschnationalen Beamten Friedrich von Werder als Leiter der Politischen Polizei ersetzt und in die Abteilung II abgeschoben.
Nach dem Machtantritt der Nationalsozialisten im Frühjahr 1933 wurde Goehrke, der bei den neuen Machthabern aufgrund seiner Rolle als maßgeblicher „Verfolger der Freiheitsbewegung“ besonders verhasst war, auf Veranlassung des nationalsozialistischen Polizeipräsidenten Magnus von Levetzow seines Amtes enthoben. Die NS-Presse triumphierte hierüber:
„Nun hat ihn doch das Geschick ereilt. Gestern morgen wurde ihm vom Polizeipräsidenten von Levetzow die weitere Ausübung seiner Amtstätigkeit untersagt. Herr Goehrke musste sofort sein Dienstzimmer verlassen, das versiegelt wurde. […] Herr Goehrke war nie ein Freund unserer Bewegung. Wohl aber hat er sie mit dem Kriminalrat Dr. Stumm und dem Kriminaldirektor Scherler nach besten Kräften verfolgt.“
Er war Mitglied der Berliner Freimaurerloge Friedrich der Große, welcher auch Gustav Stresemann angehörte.